# 7月23日
7月23日（しちがつにじゅうさんにち）は、グレゴリオ暦で年始から204日目（閏年では205日目）にあたり、年末まであと161日ある。

## できごと

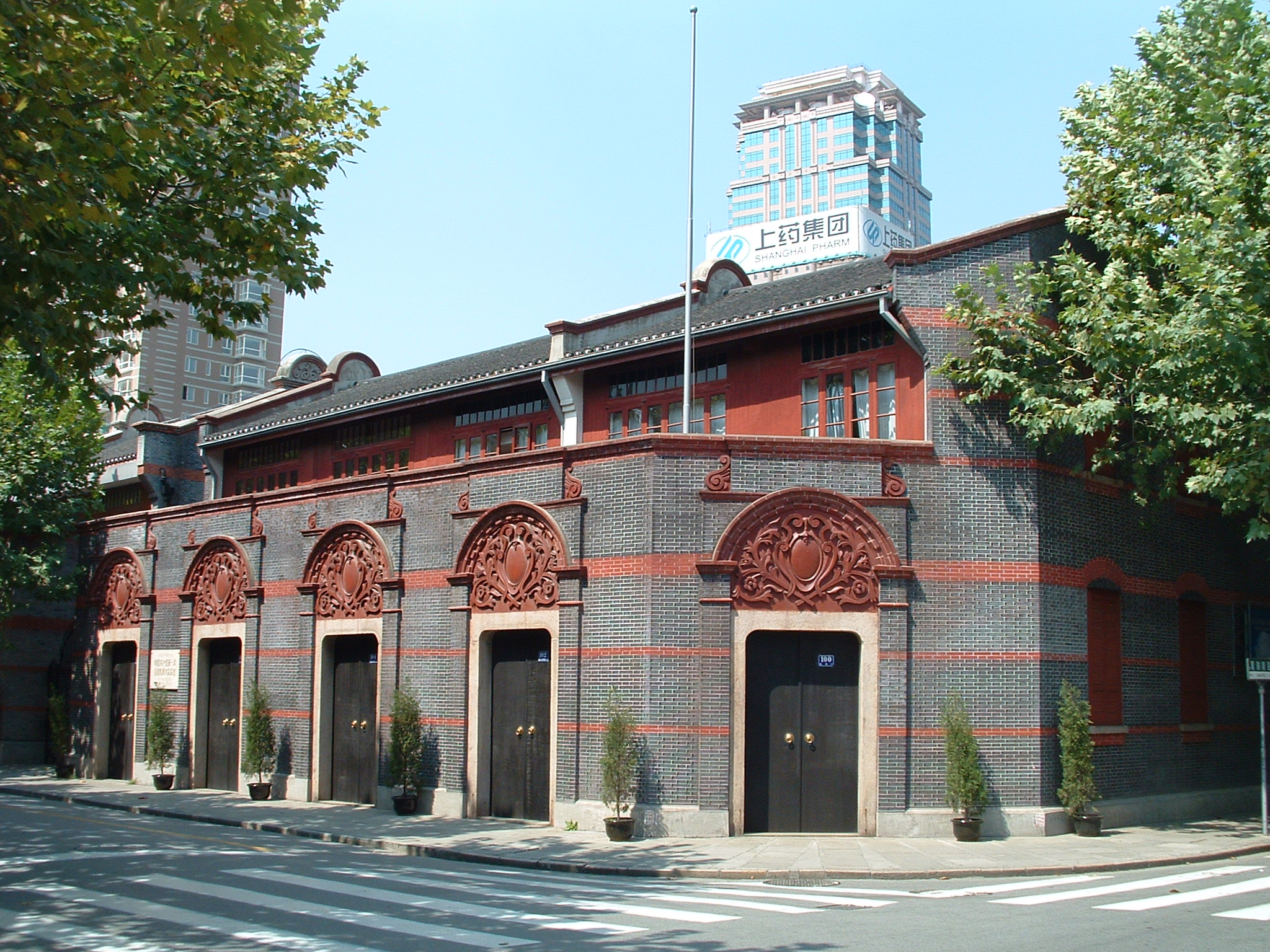
中国共産党第一次全国代表大会開催、中国共産党発足(1921)。画像は会場の李漢俊宅。現在は一大会址博物館。

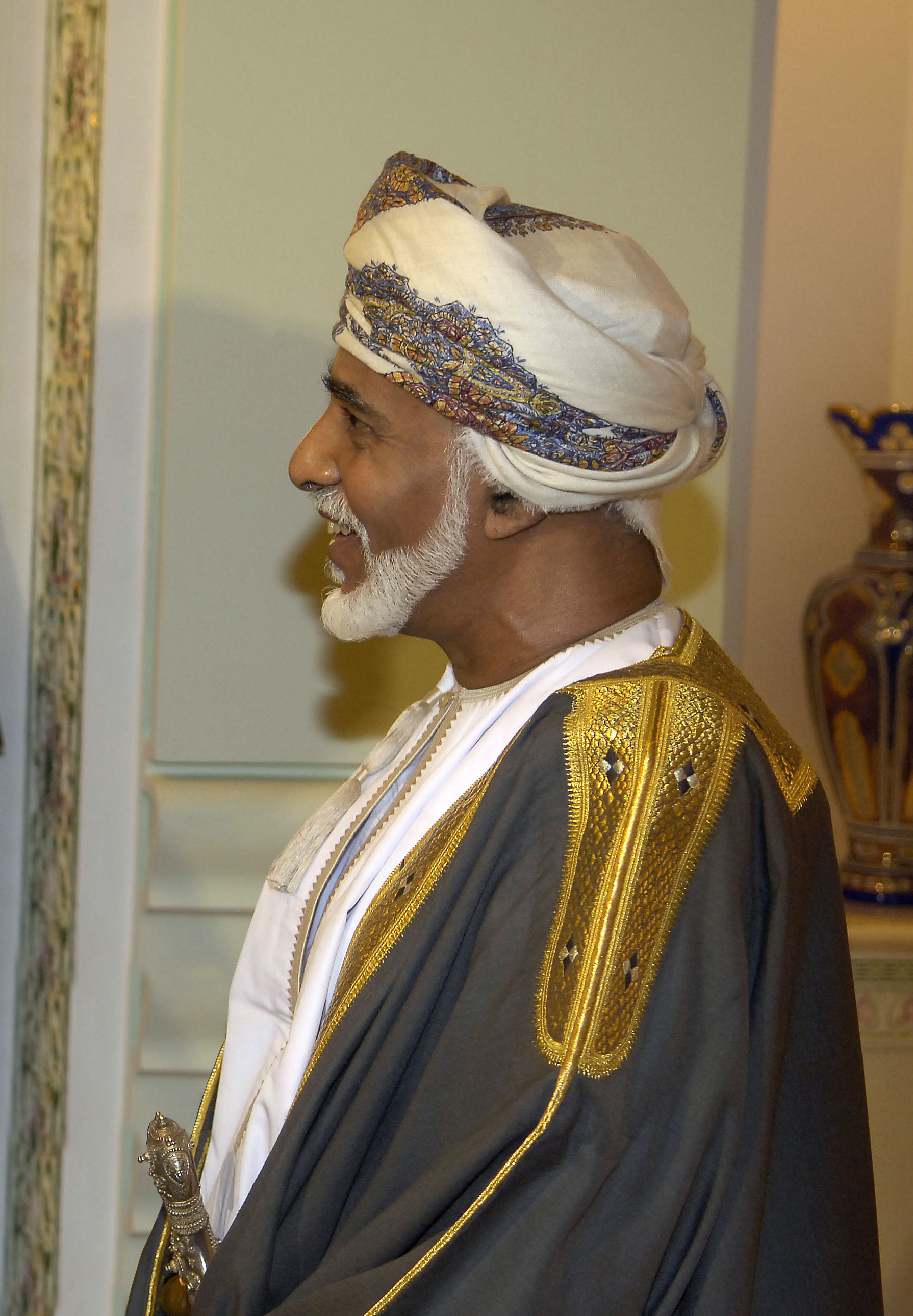
カーブース・ビン＝サイード、オマーンのスルタンに即位(1970)

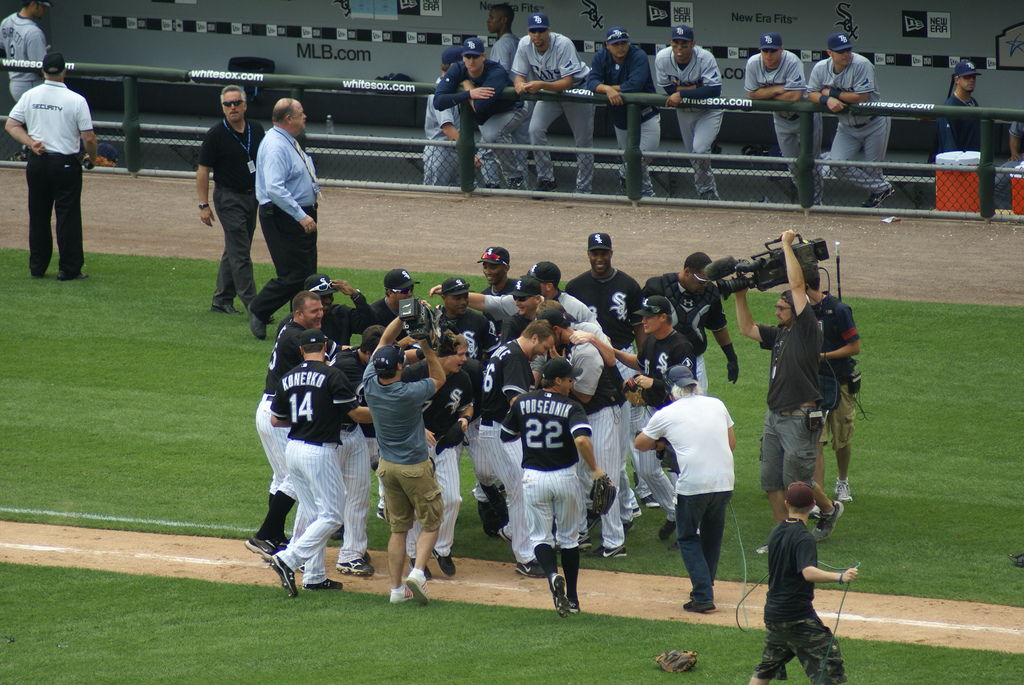
マーク・バーリー(1979-)、完全試合を達成。

- 1148年 - 第2回十字軍: ダマスクス攻撃が始まる。
- 1736年（元文元年6月15日）- 元文改鋳: 元文小判・元文丁銀の通用がはじまる。
- 1793年 - マインツ攻囲戦 (1793年): フランス占領下のマインツ共和国がプロイセンとオーストリアの連合軍に降伏した。
- 1811年（文化8年6月4日） - ゴローニン事件。国後島を測量中のロシア艦長ヴァシーリー・ゴロヴニーンを松前奉行が捕らえて箱館に監禁。
- 1867年（慶応3年6月22日） - 薩摩の西郷隆盛・大久保利通、土佐の坂本龍馬・中岡慎太郎らが薩土盟約を締結。
- 1881年 - 国際体操連盟の前身であるヨーロッパ体操連盟が設立。
- 1882年（光緒8年6月8日） - 壬午事変。朝鮮の漢城で興宣大院君らの煽動を受けた兵士が反乱が起こし、閔妃一族や日本公使館員らを殺害。
- 1892年 - 徳島市内で高潮の被害。市内の約8割が浸水し、死者311人、全壊家屋2635戸、半壊家屋2559戸、流失家屋644戸などの被害[1]。
- 1894年 - 日清戦争: 日本軍が朝鮮王宮に侵攻。
- 1908年 - 青年トルコ人革命: オスマン帝国皇帝アブデュルハミト2世が反乱部隊の要求をのんで憲法の復活を宣言。青年トルコ人革命が終結。
- 1914年 - サラエボ事件: オーストリア・ハンガリー帝国がセルビアに最後通牒。
- 1915年 - 東京、木場に本社があった木場銀行が破綻。その影響で木材商42業者が倒産[2]。
- 1921年 - 中国共産党第一次全国代表大会が開かれる（7月31日まで）。中国共産党が発足。
- 1940年 - サムナー・ウェルズ米国務次官がバルト諸国のソ連への編入を承認しない旨を宣言（バルト諸国占領）。
- 1942年 - ナチス・ドイツがトレブリンカ強制収容所を開設する。
- 1946年 - 日本新聞協会設立[3]。
- 1948年 - 北陸地方で集中豪雨。富山県、石川県、福井県、滋賀県で死者・行方不明者14人、負傷者138人、建物全壊307棟、流失建物4047棟、床上浸水19928棟[4]。
- 1952年 - エジプト革命：ガマール・アブドゥン＝ナーセル率いる自由将校団がクーデターを起こし、政権を掌握。
- 1952年 - パリ条約の発効により欧州石炭鉄鋼共同体が発足。
- 1954年 - 国鉄EH10形電気機関車新製配置。
- 1958年 - 台風11号が静岡県に上陸。関東地方などに被害をもたらす。
- 1962年 - ラオス内戦: ジュネーブ国際会議でラオス王国の中立に関する宣言（英語版）を採択。
- 1967年 - ミシガン州デトロイトでデトロイト暴動が起こる。5日間続いた住民と警察との対立により43人が死亡、7千人以上が逮捕され、千以上の建物が焼失した。
- 1968年 - エル・アル航空426便ハイジャック事件。パレスチナ解放人民戦線がエル・アル航空のボーイング707型機をハイジャック。
- 1970年 - カーブース・ビン＝サイードがオマーンのスルタンに即位。
- 1973年 - アメリカが地球観測衛星「ランドサット1号」を打ち上げる。
- 1973年 - ドバイ日航機ハイジャック事件: 日本赤軍派らが乗っ取りリビアのベンガジ空港に着陸させていた日本航空ジャンボ機が、犯人の仕掛けた爆薬で爆破される。乗客・乗員は爆破前に無事脱出しており、4人を逮捕。
- 1975年 - 沖縄海洋博覧会に合わせて親善寄港していたチリの練習帆船「エスメラルダ」に火炎瓶が投擲される（エスメラルダ号火炎瓶投擲事件）。2人が重軽傷を負う[5]。
- 1982年 - 九州地方北部の集中豪雨（昭和57年7月豪雨）により長崎市を中心に大きな被害。死者・行方不明者計299名。（長崎大水害）
- 1982年 - 国際捕鯨委員会で1986年からの商業捕鯨全面禁止案「商業捕鯨モラトリアム」が採択。
- 1983年 - スリランカ内戦: タミル・イーラム解放のトラ (LTTE) が政府軍を襲撃し13人を殺害。26年におよぶスリランカ内戦が始まる。
- 1983年 - ギムリー・グライダー。エア・カナダ143便が飛行中に燃料切れになり、滑空によりギムリー空軍基地跡地に無事着陸。
- 1983年 - 島根県西部で集中豪雨による被害。死者・行方不明者107名、負傷者159人、損壊・浸水家屋17,000棟以上という大きな被害が発生した[6]。
- 1986年 - エリザベス2世の次男ヨーク公アンドルーがウェストミンスター寺院でセーラ・ファーガソンと結婚。
- 1987年 - 首都圏で280万世帯が停電。クーラー使用による電力需要激増により電力消費量が発電所の発電能力を超えたため。経済損失は1兆8千億円と試算されている。
- 1988年 - 8888民主化運動: 民主化運動の発生の責任をとってネ・ウィンがビルマ社会主義計画党 (BSPP) 議長を辞任。
- 1988年 - なだしお事件。遊漁船の乗員・乗客30人が死亡。
- 1989年 - 宮﨑勤（後に東京・埼玉連続幼女誘拐殺人事件の犯人として知られる）を別のわいせつ事件で逮捕。
- 1989年 - 第15回参議院議員通常選挙。自由民主党は結党以来初めて参院の過半数を失った。
- 1992年 - アブハジアがグルジアからの独立を宣言。グルジアはこれを認めずアブハジア紛争が勃発。
- 1993年 - カンデラリア教会虐殺事件。リオデジャネイロのカンデラリア教会で、警官を含むグループに8人のストリートチルドレンが射殺される。
- 1995年 - 過去に観測された彗星の中でも最大級の彗星・ヘール・ボップ彗星発見。
- 1995年 - 第17回参議院議員通常選挙。
- 1997年 - ミャンマーとラオスが東南アジア諸国連合（ASEAN）に加盟。
- 1999年 - モロッコ国王ハサン2世が死去。長男のムハンマド6世が即位。
- 1999年 - 全日空61便ハイジャック事件。犯人が機長を刺殺後、自ら機体を操縦した。
- 2001年 - メガワティ・スティアワティ・スカルノプトゥリがインドネシア大統領に就任。
- 2002年 - パリ条約の失効により欧州石炭鉄鋼共同体が解散。機能は欧州共同体が引き継ぐ。
- 2005年 - 千葉県北西部地震。東京都足立区で震度5強を観測した。
- 2005年 - ロンドン同時爆破事件後の警戒に当たっていた警察官がロンドン地下鉄内でブラジル人男性を射殺、後に男性がテロと無関係である事が判明し波紋を呼ぶ。
- 2008年 - 為替市場で対円のユーロ相場が1ユーロ＝169.93円と歴代最安値を記録した。
- 2009年 - シカゴ・ホワイトソックスのマーク・バーリーがMLB18回目の完全試合を達成。
- 2010年 - 同年7月20日から日本滞在中の金賢姫が、富士山周辺をヘリで遊覧、その後、帰国した[7]。
- 2011年 - 2011年温州市鉄道衝突脱線事故: 中華人民共和国・浙江省温州市で高速鉄道同士が衝突・脱線し、35人が死亡・約200人が負傷。
- 2012年 - 沖縄県の米軍基地に配備される計画のオスプレイが山口県岩国市の岩国基地に到着。
- 2012年 - MLB・シアトル・マリナーズのイチローがニューヨーク・ヤンキースへトレードで移籍。
- 2016年 - 広島東洋カープの黒田博樹が野茂英雄以来2人目の日米通算200勝を達成した。
- 2018年 - セーピアン・セーナムノイダム決壊事故: ラオス・セーピアン・セーナムノイダムの1つが決壊。
- 2018年 - アッティカ山火事: ギリシャ首都アテネの東約30キロにあるエーゲ海沿いの避暑地マティなどで山火事が発生。火が強風にあおられて拡大し、多数の死傷者が出た[8]。
- 2019年 - 東京ディズニーシーのメディテレーニアンハーバーにソアリン：ファンタスティック・フライトを、ロストリバーデルタのハンガーステージにソング・オブ・ミラージュがオープンした。
- 2020年 - ALS患者嘱託殺人事件が発覚。医師2人を嘱託殺人の疑いで逮捕[9]。
- 2021年 - 東京2020オリンピックが1年延期で開催される。
- 2022年 - 世界保健機関（WHO）が、サル痘[注釈 1]の流行が「国際的に懸念される公衆衛生上の緊急事態」であることを宣言[11]。
- 2023年 - 中国東北部の黒竜江省チチハル市にある中学校で、体育館の屋根が崩落する事故が発生し19人が閉じ込められる。翌日朝までに10人の死亡が確認される[12]。
- 2025年 - 第27回参議院議員通常選挙の結果を受け、読売新聞と毎日新聞は「石破首相退陣へ」とする報道を行ったが、同日、首相自ら退陣を否定。読売新聞は号外まで発行していたが誤報となった[13]。

## 誕生日

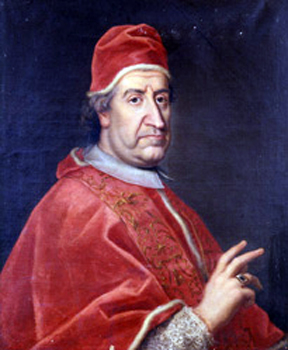
ローマ教皇クレメンス11世(1649-1721)誕生。ジャンセニスムを弾劾。

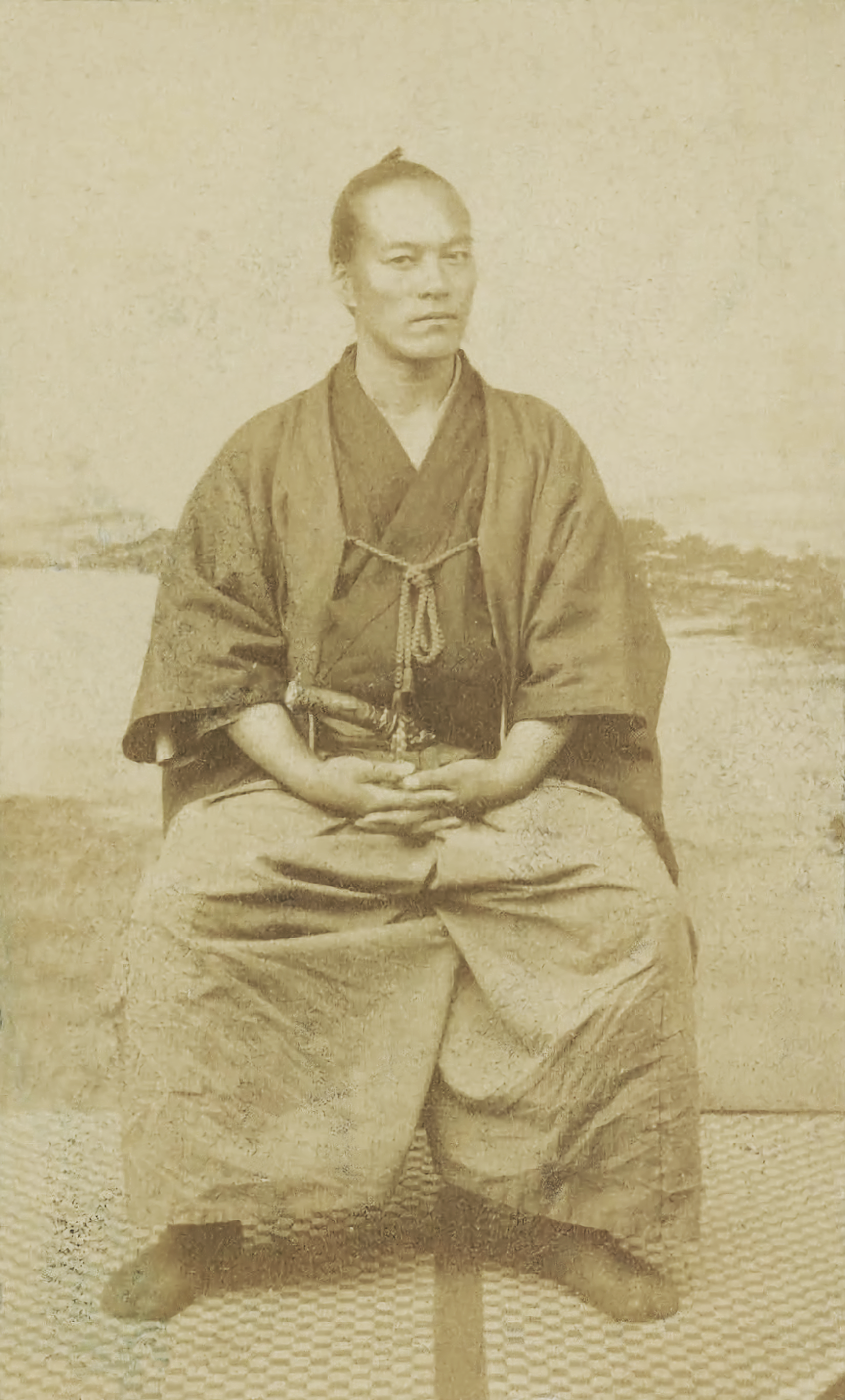
政治家・剣客、山岡鉄舟(1836-1888)誕生。勝海舟、高橋泥舟とともに幕末の三舟と呼ばれた。

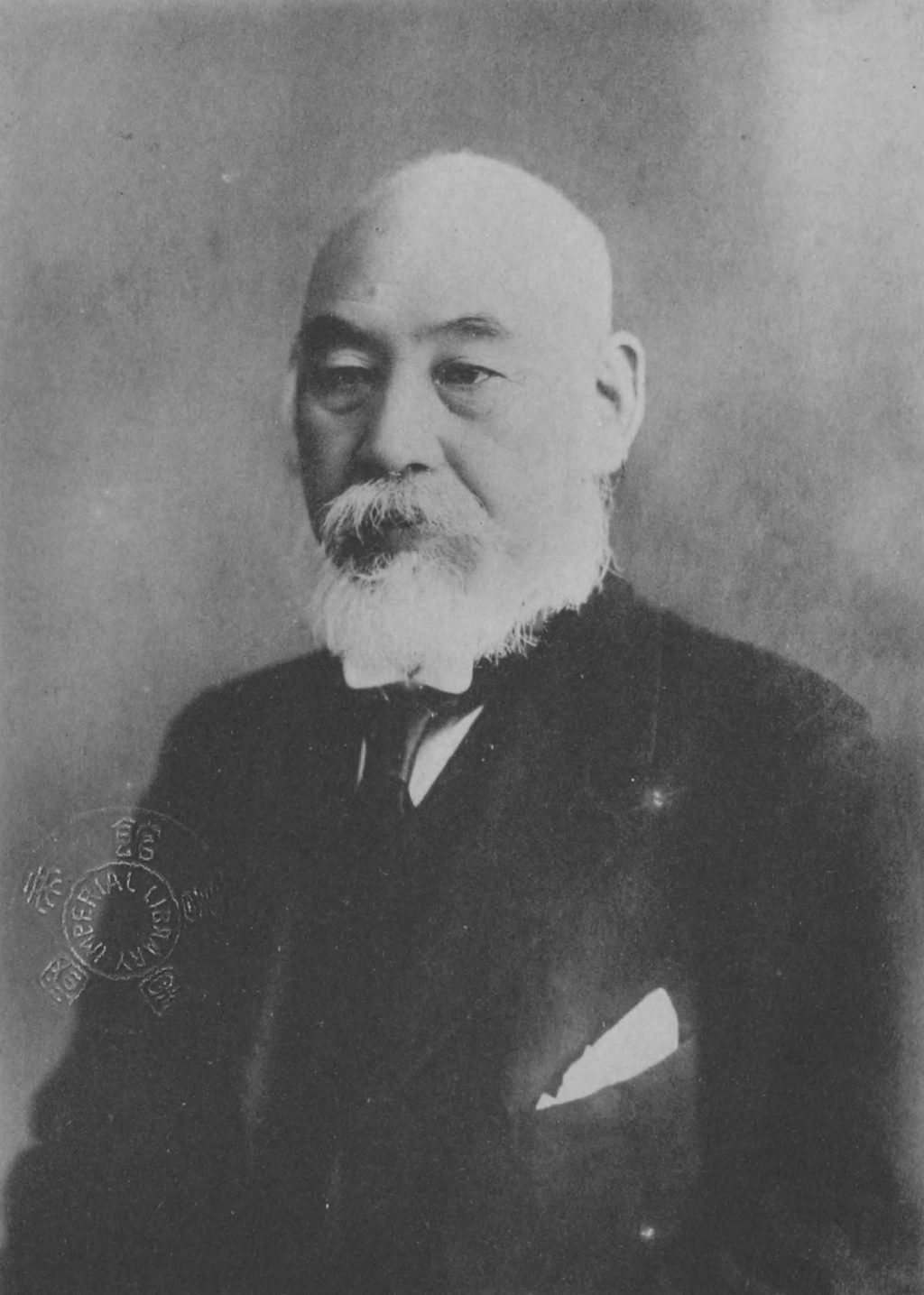
官僚、教育者、実業家小山健三(1858-1923)誕生。高等商業学校（現一橋大学）校長、三十四銀行（後の三和銀行、現三菱UFJ銀行）第2代頭取を務めた。

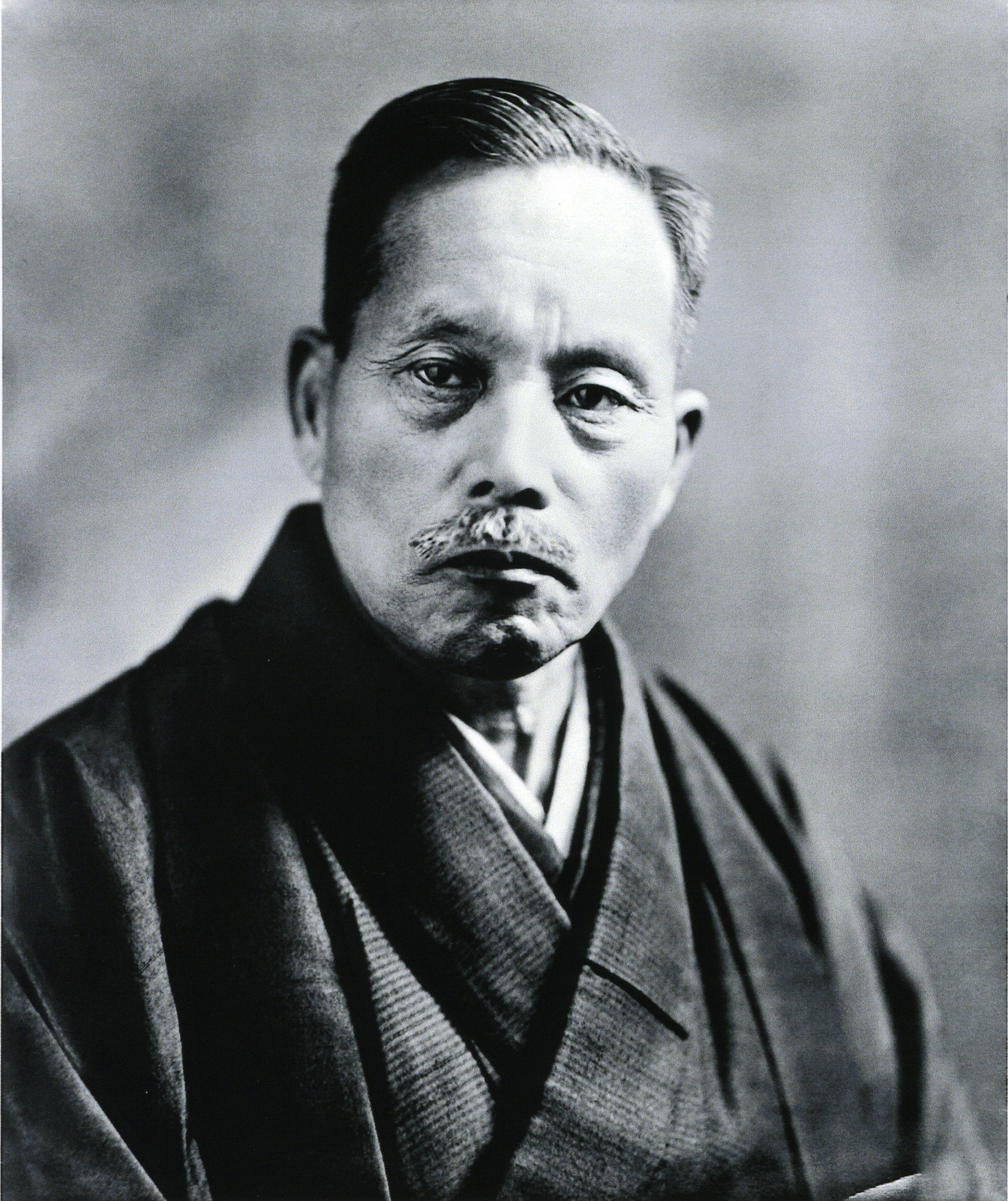
創価学会の前身、創価教育学会の創立者、宗教家牧口常三郎(1871-1944)誕生。

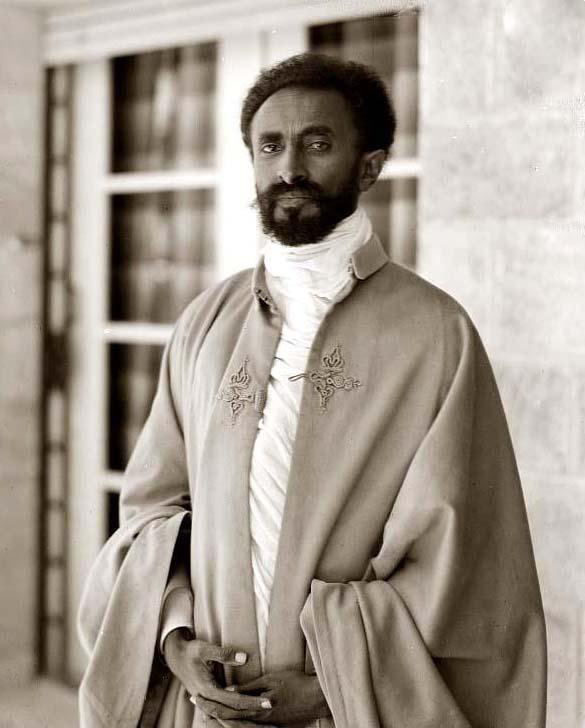
エチオピア帝国最後の皇帝、ハイレ・セラシエ(1892-1975)誕生。

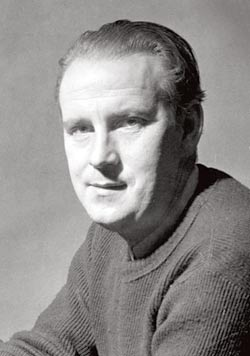
ノルウェーの児童文学作家、歌手アルフ・プリョイセン(1914-1970)誕生。代表作『スプーンおばさん』シリーズ。」

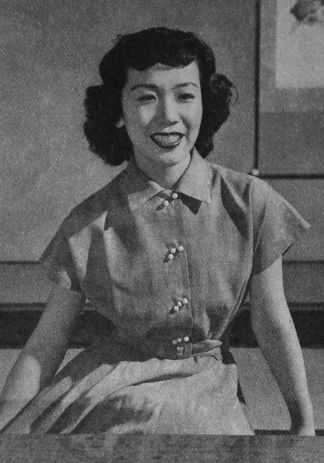
女優朝丘雪路(1935-2018)誕生。宝塚歌劇団に39期生として入団。月組で娘役として活躍した。また、日本舞踊の深水流家元、深水美智雪の名も持った。

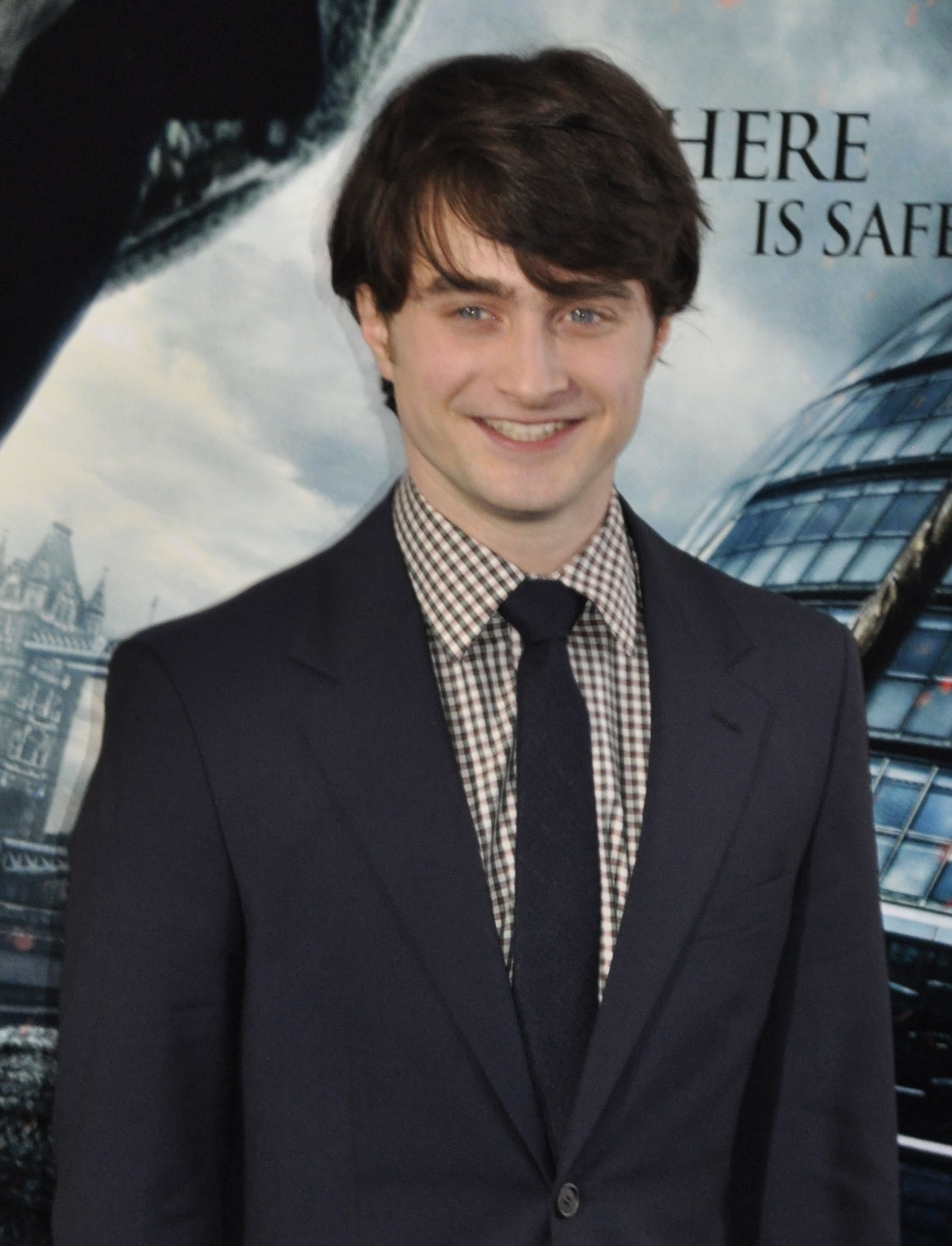
英国の俳優ダニエル・ラドクリフ(1989-)誕生。画像は、『ハリー・ポッターと死の秘宝 PART1』のプレミア（2010年）

- 1503年 - アンナ・ヤギエロ、神聖ローマ皇后（+ 1547年）
- 1649年 - クレメンス11世、ローマ教皇（+ 1721年）
- 1680年（延宝5年6月28日） - 伊達吉村、第5代陸奥国仙台藩主（+ 1752年）
- 1720年（享保5年6月18日） - 松平頼桓、第12代讃岐国高松藩主（+ 1739年）
- 1745年（延享2年6月24日） - 関長誠、第5代備中国新見藩主（+ 1810年）
- 1775年 - エティエンヌ・ルイ・マリュス、軍人、物理学者、数学者（+ 1812年）
- 1777年 - フィリップ・オットー・ルンゲ、画家（+ 1810年）
- 1796年（寛政8年6月19日） - 伊達宗翰、第7代伊予国吉田藩主（+ 1845年）
- 1796年 - フランツ・アドルフ・ベルワルド、作曲家（+ 1868年）
- 1790年（寛政2年6月12日） - 戸田忠延、第3代下野国宇都宮藩主（+ 1823年）
- 1801年（享和元年6月13日） - 保科正丕、第9代上総国飯野藩主（+ 1848年）
- 1801年（享和元年6月13日） - 松平頼筠、第7代常陸国宍戸藩主（+ 1839年）
- 1815年（文化5年6月17日） - 柳沢保興、第5代大和国郡山藩主（+ 1848年）
- 1829年（文政12年6月23日） - 立花鑑寛、第12代筑後国柳河藩主（+ 1876年）
- 1833年 - スペンサー・キャヴェンディッシュ、第8代デヴォンシャー公爵、政治家（+ 1908年）
- 1835年（天保6年6月28日） - 細川韶邦、第11代肥後国熊本藩主（+ 1876年）
- 1836年（天保7年6月10日） - 山岡鉄舟、剣客、政治家（+ 1888年）
- 1838年 - エドゥアール・コロンヌ、ヴァイオリニスト、指揮者（+ 1910年）
- 1853年（嘉永6年6月18日） - 安田勲、畜産家、政治家、元千葉県長狭郡大山村長（+ 1916年）
- 1854年（嘉永7年6月29日） - 戸田氏共、第11代美濃国大垣藩主、華族（+ 1936年）
- 1858年 - 小山健三、実業家、教育者（+ 1923年）
- 1864年 - アポリナリオ・マビニ、フィリピンの革命家、政治思想家（+ 1903年）
- 1871年（明治4年6月6日） - 牧口常三郎、創価教育学会（後の創価学会）初代会長（+ 1944年）
- 1876年 - 永田秀次郎、官僚、政治家、俳人、随筆家（+ 1943年）
- 1884年 - エミール・ヤニングス、俳優（+ 1950年）
- 1886年 - ヴァルター・ショットキー、物理学者（+ 1976年）
- 1888年 - レイモンド・チャンドラー、小説家（+ 1959年）
- 1892年 - ハイレ・セラシエ1世、エチオピア帝国最後の皇帝（+ 1975年）
- 1899年 - グスタフ・ハイネマン、政治家（+ 1976年）
- 1901年 - 下山定則、国鉄総裁（+ 1949年）
- 1904年 - 竹本綱大夫(8代目)、義太夫節太夫（+ 1969年）
- 1906年 - ウラジミール・プレローグ、化学者（+ 1998年）
- 1907年 - 宮武三郎、元プロ野球選手（+ 1956年）
- 1909年 - 飯沢匡、劇作家（+ 1994年）
- 1909年 - 平良幸市、政治家（+ 1982年）
- 1911年 - 片岡清一、政治家（+ 1999年）
- 1912年 - 白鳥映雪、日本画家（+ 2007年）
- 1912年 - 高橋庄次郎、政治家（+ 1995年）
- 1913年 - 小林與三次、官僚、実業家（+ 1999年）
- 1914年 - 南博、社会心理学者（+ 2001年）
- 1914年 - アルフ・プリョイセン、児童文学作家（+ 1970年）
- 1914年 - ヴァージル・フィンレイ、イラストレーター（+ 1971年）
- 1915年 - 矢田俊隆、歴史学者、政治学者、北海道大学名誉教授（+ 2000年）
- 1916年 - 辻辰三郎、検察官、弁護士、元検事総長（+ 2004年）
- 1917年 - 坂野重信、政治家（+ 2002年）
- 1918年 - ピー・ウィー・リース、元プロ野球選手（+ 1999年）
- 1920年 - アマリア・ロドリゲス、歌手、女優（+ 1999年）
- 1921年 - 風見章子、女優（+ 2016年）
- 1922年 - 香川正、元プロ野球選手
- 1922年 - 白坂長栄、元プロ野球選手（+ 2015年）
- 1925年 - 色川大吉、歴史学者（+ 2021年）
- 1925年 - ピエール・ボーニエ、フィギュアスケート選手
- 1926年 - 新海なつ、女優
- 1928年 - レオン・フライシャー、ピアニスト、指揮者（+ 2020年）
- 1930年 - 橋本堅太郎、彫刻家（+ 2021年）
- 1931年 - 磯崎新、建築家（+ 2022年）
- 1931年 - ジョー・スタンカ、元プロ野球選手（+ 2018年）
- 1933年 - 石原まき子、芸能プロモーター、元女優
- 1933年 - 古川太三郎、政治家、弁護士
- 1933年 - 漆戸靖治、BS日本代表取締役相談役、BSデジタル放送推進協会理事長、日本テレビ常勤監査役（+ 2020年）
- 1934年 - 白鳥庄之助、経済学者、成城大学名誉教授
- 1935年 - 朝丘雪路、女優（+ 2018年）
- 1935年 - 鈴木英昭、牧師（+ 2017年）
- 1936年 - 中野孝憲、チェリスト、三味線奏者（+ 2016年）
- 1937年 - 石井登、元プロ野球選手
- 1938年 - ミッキー・カーチス、俳優、歌手
- 1938年 - 仙元誠三、撮影監督（+ 2020年）
- 1939年 - 上野公成、建設官僚、政治家
- 1940年 - サンダー杉山、プロレスラー（+ 2002年）
- 1941年 - 長谷川明男、俳優
- 1941年 - 小松輝清、元プロ野球選手
- 1942年 - 松方弘樹、俳優（+ 2017年）
- 1942年 - 横山小次郎、元プロ野球選手
- 1944年 - ハイメ・ヨシヤマ、政治家
- 1945年 - 石渡信一、生物物理学者
- 1946年 - 葉山葉子、女優
- 1946年 - アンディ・マッケイ、ミュージシャン
- 1947年 - 井崎脩五郎、競馬評論家
- 1947年 - 石井利枝、プロボウリング選手
- 1947年 - 田上一秀、元プロ野球選手
- 1948年 - 田中義三、活動家
- 1949年 - 前田雅英、法学者
- 1949年 - 井上正晴、元プロ野球選手
- 1949年 - 岡田史子、漫画家（+ 2005年）
- 1952年 - 六田登、漫画家
- 1954年 - 吉沢俊幸、元プロ野球選手
- 1954年 - 工藤博義、元プロ野球選手
- 1955年 - 三国義貴、ミュージシャン
- 1955年 - 出田敬三、作曲家、指揮者、平成音楽大学学長
- 1956年 - 山本兼一、小説家（+ 2014年）
- 1957年 - 久米大作、ミュージシャン
- 1957年 - テオ・ファン・ゴッホ、映画監督（+ 2004年）
- 1959年 - 坂本賀勇、ゲームクリエイター
- 1959年 - 明橋大二、精神科医
- 1959年 - 岩本好広、元プロ野球選手、元政治家
- 1960年 - 菊池としを、漫画家
- 1960年 - 定岡徹久、元プロ野球選手
- 1961年 - ウディ・ハレルソン、俳優
- 1961年 - マーティン・ゴア、ミュージシャン（デペッシュ・モード）
- 1962年 - トニー・クロスビー、スタイリスト、タレント、エッセイスト
- 1962年 - 岸本浩、財務官僚
- 1962年 - 三上博史、俳優、歌手
- 1963年 - 阿部知代、アナウンサー
- 1963年 - 半田浩二、演歌歌手
- 1964年 - 松澤仁晶、俳優
- 1964年 - 橋出たより、エッセイスト
- 1964年 - 金子誠一、元プロ野球選手
- 1965年 - スラッシュ、ミュージシャン
- 1966年 - 岩戸孝樹、元騎手、調教師
- 1966年 - レン・ピコタ、元プロ野球選手
- 1967年 - 小嶋裕二三、バスケットボール指導者
- 1967年 - 内山憲一、元プロ野球選手
- 1967年 - アンドレアス・ヘルフェンバイン、騎手
- 1968年 - ステファニー・シーモア、スーパーモデル
- 1968年 - ゲイリー・ペイトン、バスケットボール選手
- 1969年 - 横山ひとし、漫才師、レーサー
- 1969年 - 樋口達哉、テノール歌手
- 1970年 - 大山英雄、お笑いタレント
- 1970年 - 乃村健次、声優
- 1970年 - 鶴田泰、元プロ野球選手
- 1970年 - ポヴィラス・ヴァナガス、フィギュアスケート選手
- 1970年 - リヤ・キールステッド、女優
- 1970年 - 堀本能礼、俳優（+ 2017年）
- 1971年 - 溝口紀子、柔道選手
- 1971年 - 小峰晃、ダンサー
- 1971年 - アリソン・クラウス、ミュージシャン
- 1971年 - 前田綾子、フルート奏者
- 1971年 - 倉田真由美、漫画家
- 1971年 - 郎永淳、元ニュースキャスター、作家
- 1972年 - 土橋正樹、元サッカー選手
- 1972年 - 加藤将斗、元プロ野球選手
- 1973年 - 野村克則、元プロ野球選手
- 1973年 - 村上淳、俳優
- 1973年 - 小畑幸司、元プロ野球選手
- 1973年 - 新田明臣、キックボクサー、元WKAムエタイ世界スーパーウェルター級王者
- 1973年 - ノマー・ガルシアパーラ、元プロ野球選手
- 1973年 - モニカ・ルインスキー、実業家
- 1974年 - ヒデ久保田、プロレスラー
- 1974年 - ヤス久保田、プロレスラー
- 1974年 - 秋田英義、元サッカー選手
- 1974年 - 村上鉄也、元プロ野球選手
- 1974年 - モーリス・グリーン、陸上選手
- 1974年 - ラリー・バーンズ、プロ野球選手
- 1975年 - 桐井大介、声優
- 1975年 - 竹内こまえ、アナウンサー
- 1975年 - ヴァレリー・サウレー、フィギュアスケート選手
- 1976年 - パッション屋良、お笑いタレント
- 1976年 - 高田雄一、ミュージシャン（MAYKIDZ、ELLEGARDEN）
- 1976年 - 佐々木なふみ、劇作家、脚本家
- 1976年 - 堀江一眞、声優
- 1976年 - 松修康、元プロ野球選手
- 1976年 - ユディット・ポルガー、チェスプレーヤー
- 1977年 - 小坂将商、高校野球指導者
- 1978年 - 小松史法、声優
- 1978年 - 伊藤ゆき、ラジオパーソナリティ
- 1978年 - 山本貴司、競泳選手
- 1978年 - 三木隆司、元サッカー選手
- 1978年 - 李玉剛、歌手、俳優
- 1979年 - 池添謙一、騎手
- 1979年 - ホアン・ペドロソ、野球選手
- 1980年 - 大桑マイミ、ファッションモデル
- 1980年 - 吉見太一、元プロ野球選手
- 1980年 - 宮脇渉、ミュージシャン（12012）
- 1981年 - 助野嘉昭、漫画家
- 1981年 - 木原直哉、プロポーカープレイヤー
- 1981年 - 郭泓志、元プロ野球選手
- 1981年 - 伊東美華、元女優
- 1981年 - スティーヴ・ジョクス、ミュージシャン（Sum 41）
- 1981年 - ヤクブ・フルシャ、指揮者
- 1983年 - 伊藤隆佑、アナウンサー
- 1983年 - 石櫃洋祐、元サッカー選手
- 1983年 - 倉本清子、女優、元グラビアアイドル
- 1984年 - 山口千景、タレント
- 1984年 - 板東愛、声優
- 1985年 - 瀬戸麻楡、タレント、グラビアアイドル
- 1985年 - 高木加織、元タレント、元グラビアアイドル
- 1985年 - 金子圭輔、元プロ野球選手
- 1985年 - 村田和哉、元プロ野球選手
- 1986年 - 小松彩夏、女優、モデル
- 1986年 - 内田彩、声優
- 1987年 - 桜木佑香、グラビアアイドル
- 1987年 - 國本未華、気象予報士
- 1987年 - 深津旭弘、バレーボール選手
- 1987年 - 江崎一雄、競艇選手
- 1987年 - 野々村聡子、元野球選手
- 1987年 - ルイス・シエラ、元プロ野球選手
- 1988年 - 羅紗陀、キックボクサー
- 1988年 - 福田永将、元プロ野球選手
- 1988年 - ポール・アンダーソン、サッカー選手
- 1989年 - 塚田正義、元プロ野球選手
- 1989年 - 川俣慎一郎、元サッカー選手
- 1989年 - 堂本尚寛、元陸上選手
- 1989年 - 川又ゆうみ、セパタクロー選手
- 1989年 - ダニエル・ラドクリフ、俳優
- 1989年 - スティーブン・プライヤー、元プロ野球選手
- 1990年 - 伊藤竜司、サッカー選手
- 1990年 - 和田保彦、バスケットボール選手
- 1990年 - ケヴィン・レイノルズ、元フィギュアスケート選手
- 1991年 - 文月悠光、詩人
- 1991年 - 相馬雄太、俳優
- 1991年 - テコンドー近藤、お笑いタレント（センリーズ）
- 1992年 - ダニー・イングス、サッカー選手
- 1992年 - 陶瀚林、フィギュアスケート選手
- 1994年 - 相内誠、格闘家、元プロ野球選手
- 1994年 - 坂元誉梨、グラビアアイドル
- 1994年 - アルバート・ミネオ、プロ野球選手
- 1995年 - 鈴木愛奈、声優
- 1995年 - 真洋、歌手、元アイドル（元Z-Girls、元乃木坂46）
- 1995年 - ファサ、アイドル（MAMAMOO）
- 1996年 - 林龍太、アイドル、アーティスト（元NIK）
- 1996年 - 横井かりこる、お笑いタレント（フタリシズカ）
- 1996年 - 谷川航、体操競技選手
- 1997年 - たつや◎、ミュージシャン、ボーカリスト（ACE COLLECTION）
- 1997年 - 鈴木塁人、陸上競技選手
- 1997年 - 池田涼希、プロアイスホッケー選手
- 1997年 - 熊井風音、元バレーボール選手
- 1998年 - 大久保智明、サッカー選手
- 1998年 - どみちゃん、YouTuber（ボンボンTV）
- 1999年 - 橋本吾郎、ラグビー選手
- 2000年 - 後藤楽々、アナウンサー、タレント、元アイドル（元SKE48）
- 2000年 - 中村桐耶、サッカー選手
- 2001年 - 河田陽菜、アイドル（日向坂46）
- 2002年 - 神山典杏、俳優
- 2002年 - 大平ひかる、タレント（A♡Z、元アメフラっシ、元3B junior）
- 2002年 - 倉掛響、陸上競技選手
- 2004年 - 窪田七海、アイドル（OCHA NORMA）
- 2004年 - 久保井七豊、子役、タレント
- 2011年 - 森島律斗、子役
- 生年不詳 - 橘水樹、漫画家
- 生年不詳 - 天音ねね、アイドル、声優
- 生年不詳 - 猪砂和世、声優
- 生年不詳 - 馬嶋千佳子、声優
- 生年不詳 - 大井麻利衣、声優
- 生年不詳 - 大橋ひろこ、声優
- 生年不詳 - 高宮彩織、声優
- 生年不詳 - ほなみ、声優
- 生年不詳 - 三苫紘平、声優
- 生年不詳 - 須永繭子[14]、女優
- 生年不詳 - 華かほり[15]、演歌歌手

## 忌日

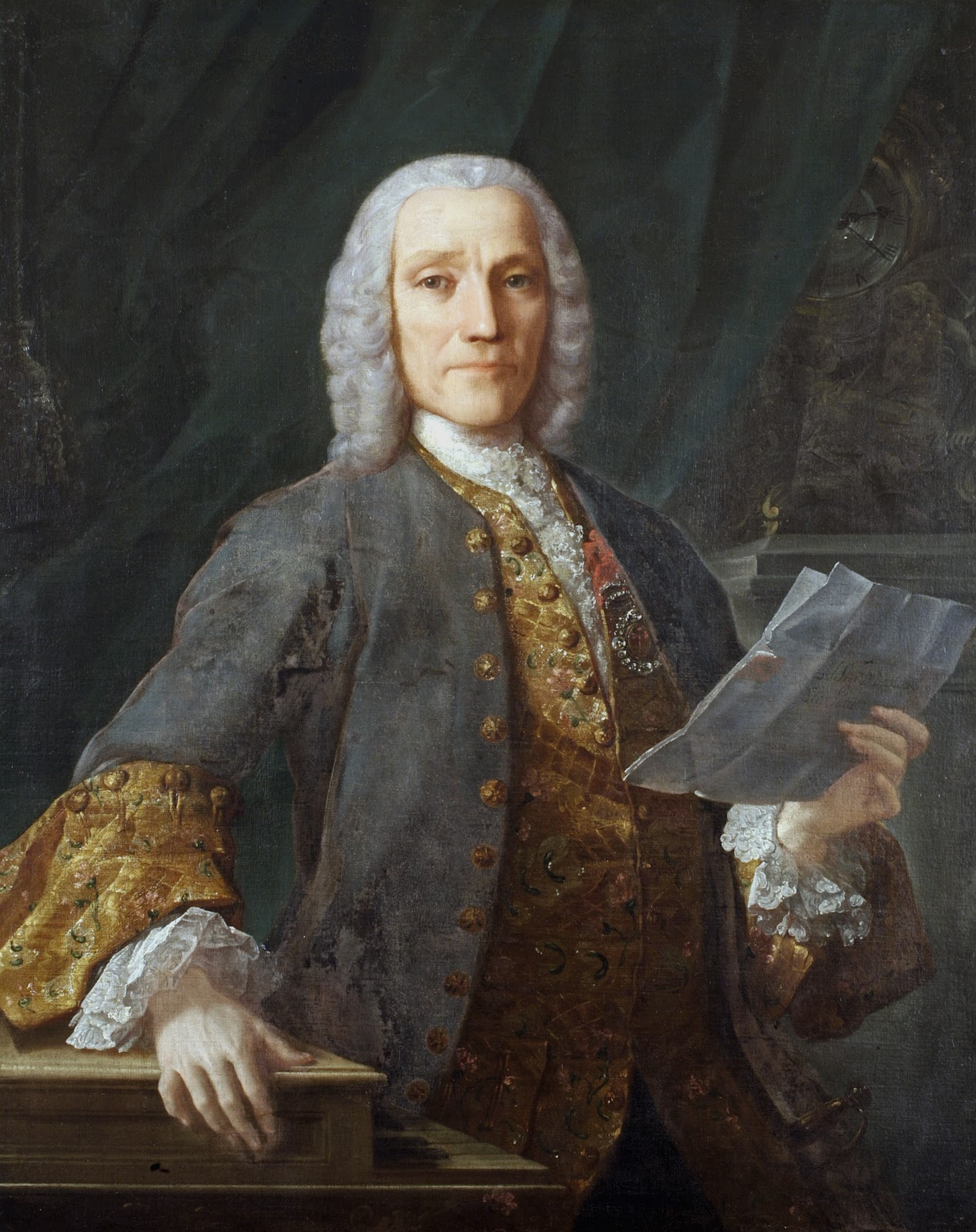
バロックの作曲家、ドメニコ・スカルラッティ(1685-1757)没。

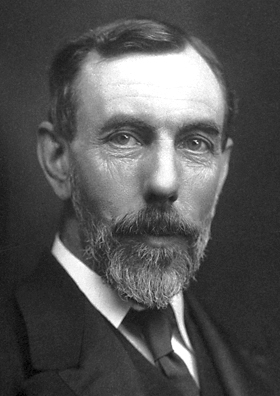
英国の化学者ウィリアム・ラムゼー(1852-1916)没。希ガス類を発見し、放射性元素崩壊説を確認。1904年ノーベル化学賞受賞。

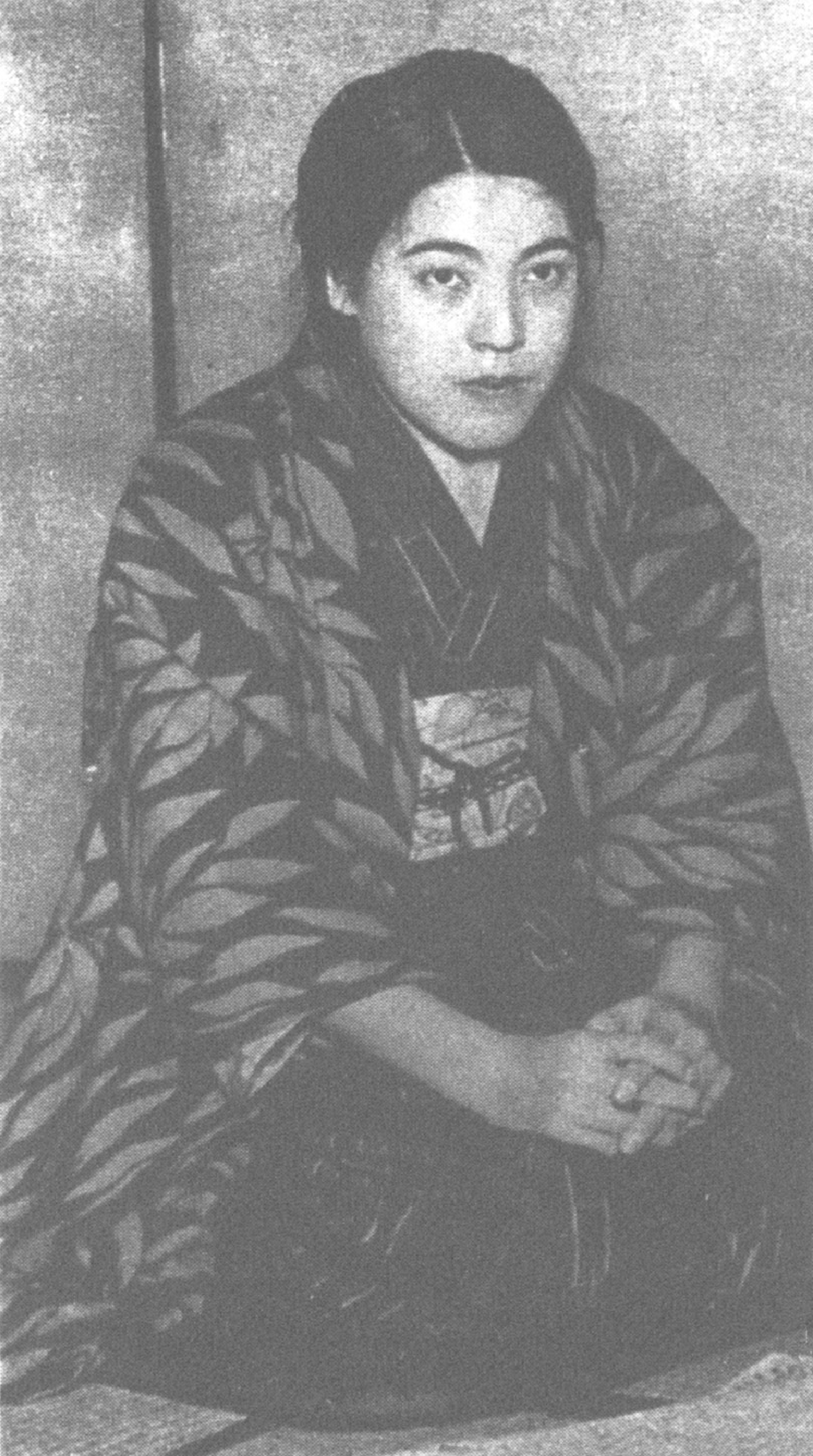
アナキスト、ニヒリスト金子文子(1903-1926)没。

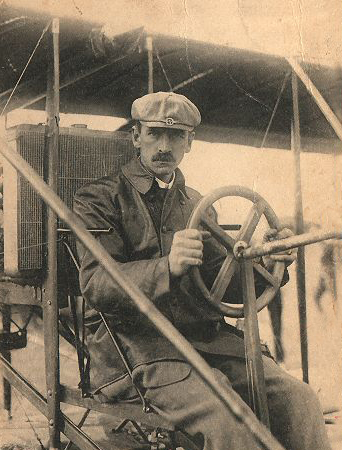
飛行家グレン・カーチス(1878-1930)没。カーチス・ライト・コーポレーションの礎となるカーチス・エアロプレーン&モーターを創業。

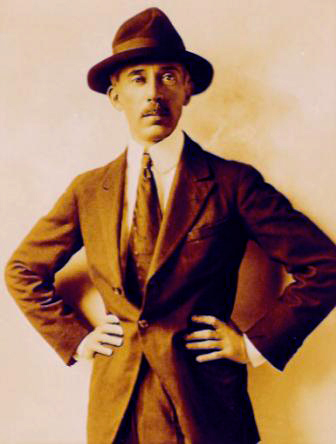
飛行家、発明家アルベルト・サントス＝デュモン(1873-1932)没。ヨーロッパで初めて飛行機を製作した。

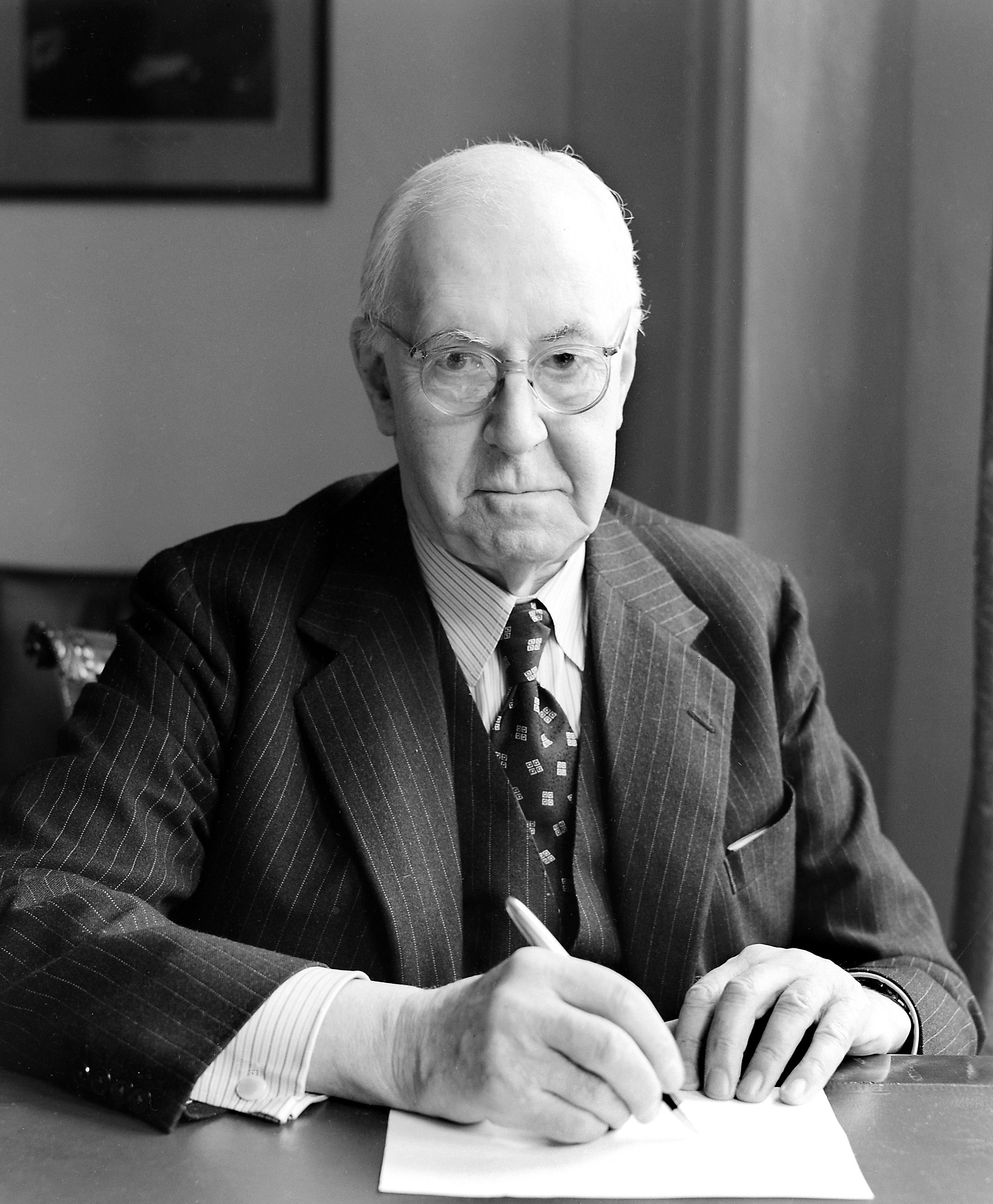
英国のの薬理学者・生理学者ヘンリー・ハレット・デール(1875-1968)没。神経インパルスの化学的伝達に関する研究で、オットー・レーヴィと共に1936年、ノーベル生理学・医学賞を受賞。

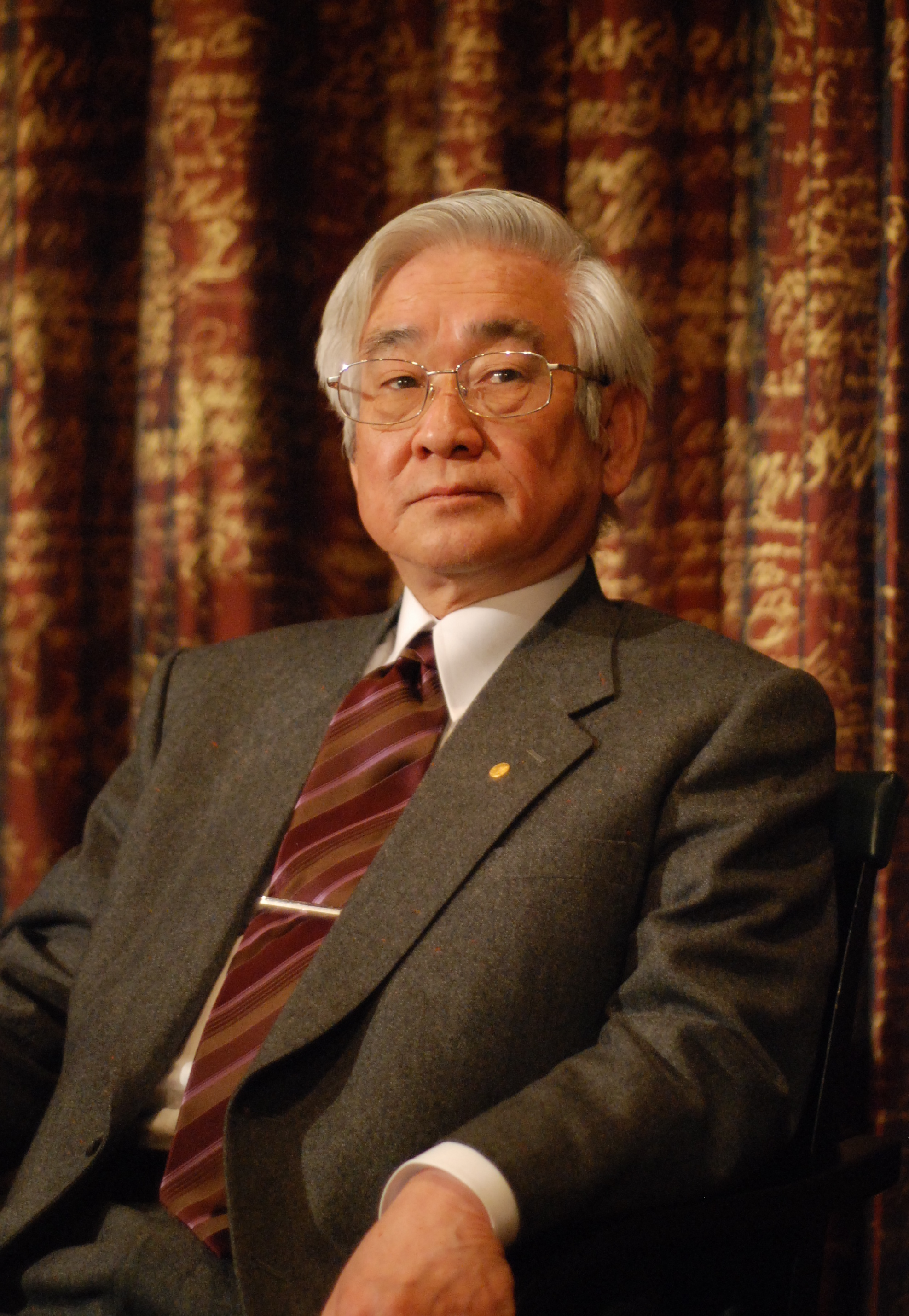
理論物理学者益川敏英(1940-2021)没。1973年、クォークに関する小林・益川理論を発表。2008年、小林誠と共にノーベル物理学賞を受賞。

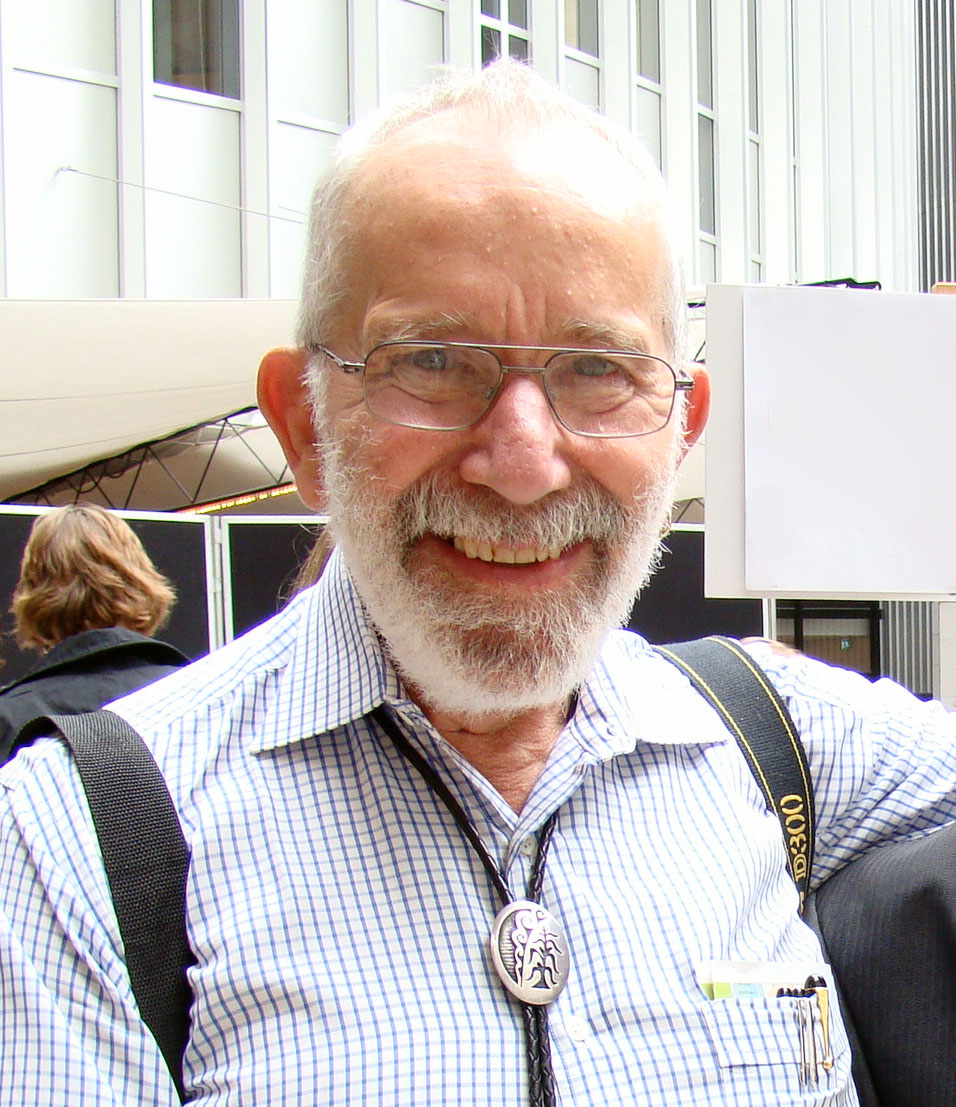
オーストラリアの病理学者ロビン・ウォレン(1937-2024)没。胃潰瘍の原因菌ヘリコバクター・ピロリを発見。2005年、共同研究者バリー・マーシャルと共にノーベル生理学・医学賞を受賞。

- 760年（天平宝字4年6月7日）- 光明皇后、聖武天皇の皇后（* 701年）
- 992年（正暦3年6月16日）- 藤原為光、平安時代の公卿（* 942年）
- 1423年（応永30年6月16日）- 安藤鹿季、室町時代の武将（* 生年不詳）
- 1440年（永享12年6月24日） - 足利満直、室町時代の武将、篠川公方（* 1386年?）
- 1579年（天正7年6月30日）- 策彦周良、臨済宗の僧（* 1501年）
- 1621年（元和7年6月5日）- 生駒正俊、高松藩主（* 1586年）
- 1757年 - ドメニコ・スカルラッティ、作曲家（* 1685年）
- 1761年（宝暦11年6月22日） - 徳川宗勝、尾張藩の第8代藩主（* 1705年）
- 1773年 - ジョージ・エドワーズ、博物学者、鳥類学者（* 1694年）
- 1793年 - ロジャー・シャーマン、アメリカ独立宣言の署名者（+ 1721年）
- 1812年 - アウグスト・ゴットリープ・リヒター（英語版）、外科医（* 1742年）
- 1832年 - アントワーヌ・ポルタル（英語版）、解剖学者、医師、医学史家（* 1742年）
- 1840年 - カール・ブレッヒェン、画家（* 1798年）
- 1846年 - クリスティアン・ハインリヒ・リンク、作曲家、オルガニスト（* 1770年）
- 1859年 - マルセリーヌ・デボルド＝ヴァルモア（英語版）、詩人、小説家（* 1786年）
- 1867年（慶応3年6月22日）- 武田観柳斎、新選組隊士（* 1830年）
- 1875年 - アイザック・メリット・シンガー、発明家（* 1811年）
- 1876年 - ヘンリー・ディーコン（英語版）、化学者、実業家（* 1822年）
- 1882年 - 佐藤尚中、医師、蘭学者（* 1828年）
- 1885年 - ユリシーズ・グラント、政治家、第18代アメリカ合衆国大統領（* 1822年）
- 1902年 - 宇都宮三郎、洋学者、軍学者、化学工学者（* 1834年）
- 1905年 - ジャン＝ジャック・エンネル、画家（* 1829年）
- 1906年 - 児玉源太郎、軍人（* 1852年）
- 1916年 - ウィリアム・ラムゼー、化学者、1904年ノーベル化学賞受賞（* 1852年）
- 1926年 - 金子文子、政治運動家（* 1903年）
- 1928年 - 葛西善蔵、小説家（* 1887年）
- 1930年 - グレン・カーチス、航空研究家（* 1878年）
- 1932年 - アルベルト・サントス＝デュモン、航空研究家（* 1873年）
- 1935年 - 古今亭今輔 (4代目)、落語家（* 1886年）
- 1942年 - ヴォルデマール・ポールセン、電気技術者（* 1869年）
- 1942年 - アダム・チェルニアコフ、技術者、ワルシャワ・ゲットーユダヤ人評議会議長（* 1880年）
- 1943年 - イェラルド・ドゥ・イェール、地質学者（* 1858年）
- 1943年 - 楠本保、野球選手（* 1914年）
- 1946年 - 坂田三吉、将棋棋士（* 1870年）
- 1948年 - D・W・グリフィス、映画監督（* 1875年）
- 1949年 - 姉崎正治、評論家、宗教学者（* 1873年）
- 1949年 - ジョン・アンダーソン、元プロ野球選手（* 1873年）
- 1949年 - 酒匂秀一、外交官（* 1887年）
- 1950年 - 東郷茂徳、外交官、外務大臣（* 1882年）
- 1951年 - ロバート・フラハティ、映画監督（* 1884年）
- 1951年 - フィリップ・ペタン、軍人、フランスヴィシー政府首相（* 1856年）
- 1955年 - コーデル・ハル、アメリカ合衆国国務長官（* 1871年）
- 1956年 - 横須賀辰蔵、軍人（* 1880年）
- 1957年 - ジュゼッペ・トマージ・ディ・ランペドゥーサ、作家（* 1896年）
- 1961年 - 東久邇成子、昭和天皇第一皇女（* 1925年）
- 1964年 - 石山賢吉、実業家、ジャーナリスト、政治家、ダイヤモンド社創業者（* 1882年）
- 1966年 - モンゴメリー・クリフト、俳優（* 1920年）
- 1968年 - ヘンリー・ハレット・デール、薬理学者、生理学者、ノーベル生理学・医学賞受賞者（* 1875年）
- 1969年 - 平井三郎、元プロ野球選手（* 1923年）
- 1971年 - ウィリアム・タブマン、政治家、リベリア大統領（* 1895年）
- 1971年 - ヴァン・ヘフリン、俳優（* 1908年）
- 1972年 - ジョージ・アラン・トーマス（英語版）、バドミントン、テニス、チェス選手（* 1881年）
- 1973年 - デービッド・M・S・ワトソン、生物学者（* 1886年）
- 1977年 - 小倉謙、警察官僚、第64代警視総監（* 1911年）
- 1977年 - アルセニオ・エリコ、サッカー選手（* 1915年）
- 1979年 - ジョゼフ・ケッセル、小説家、脚本家（* 1898年）
- 1980年 - 古関金子、声楽家、詩人（* 1912年）
- 1981年 - 前尾繁三郎、第58代衆議院議長（* 1905年）
- 1981年 - 田岡一雄、第3代山口組組長（* 1913年）
- 1981年 - 渡辺清[16]、作家、反戦運動家、元わだつみ会事務局長（* 1925年）
- 1982年 - 丸茂重貞、医師、政治家、第7代環境庁長官（* 1916年）
- 1982年 - ヴィック・モロー、俳優（* 1932年）
- 1983年 - ジョルジュ・オーリック、作曲家（* 1899年）
- 1984年 - 中村裕、医師、整形外科医（* 1927年）
- 1985年 - 藤野忠次郎、実業家、元三菱商事社長（* 1901年）
- 1989年 - 稲生平八、実業家、元森永乳業社長、森永製菓社長（* 1905年）
- 1989年 - クロード・ハーモン（英語版）、プロゴルファー、ゴルフインストラクター（* 1916年）
- 1990年 - 高柳健次郎、実業家、日本ビクター副社長（* 1899年）
- 1990年 - オットー・アンブローズ、化学者（* 1901年）
- 1990年 - 村上幸子、歌手（* 1958年）
- 1991年 - 藤岡重慶、俳優（* 1933年）
- 1991年 - 片倉衷、日本陸軍の軍人（* 1898年）
- 1992年 - ローズマリー・サトクリフ、小説家（* 1920年）
- 1994年 - ハンス・サルター、作曲家（* 1896年）
- 1996年 - ジーン・ミューア、女優（* 1911年）
- 1997年 - 南部忠平、陸上競技選手（* 1904年）
- 1997年 - 川澄鋼一[17]、実業家、コーミ創業者（* 1921年）
- 1997年 - 纓片達雄、俳優、声優（* 1931年）
- 1998年 - アンドレ・ジェルトレル、ヴァイオリニスト（* 1907年）
- 1998年 - 藤枝晃、歴史学者（* 1911年）
- 1998年 - 岡崎文次、電子技術者（* 1914年）
- 1999年 - ハサン2世、モロッコ王（* 1929年）
- 1999年 - 香月利一、ビートルズ研究家（* 1948年）
- 2000年 - 小倉遊亀、画家（* 1895年）
- 2000年 - 筒井富栄、歌人（* 1930年）
- 2000年 - 黒田清、ジャーナリスト（* 1931年）
- 2001年 - ユードラ・ウェルティ、作家（* 1909年）
- 2001年 - 小西哲、警察官僚、政治家（* 1949年）
- 2002年 - レオ・マッカーン、俳優（* 1920年）
- 2003年 - 内山正太郎、実業家、フジテック創業者（* 1915年）
- 2004年 - 石垣一夫、元プロ野球選手（* 1931年）
- 2005年 - 渡邉昭、華族、伯爵、第7代ボーイスカウト日本連盟総長（* 1901年）
- 2006年 - ジョン・マック、オーボエ奏者（* 1927年）
- 2007年 - ジョージ・タボリ、作家、映画監督（* 1914年）
- 2007年 - ザーヒル・シャー、アフガニスタン王（* 1914年）
- 2007年 - エルンスト・オットー・フィッシャー（* 1918年）
- 2007年 - 青木啓、音楽評論家（* 1929年）
- 2007年 - キラー・トーア・カマタ、プロレスラー（* 1937年）
- 2008年 - 岩崎寛弥、三菱銀行取締役、東山農事社長（* 1930年）
- 2009年 - 佐藤志満、歌人（* 1913年）
- 2010年 - 中村悌次、海軍軍人、海上自衛官、第11代海上幕僚長（* 1919年）
- 2010年 - 宮澤浩一、法学者、犯罪被害者学研究者（* 1930年）
- 2010年 - 村崎百郎、作家（* 1961年）
- 2011年 - ロバート・エッチンガー、陸軍軍人、哲学者（* 1918年）
- 2011年 - 牧田実夫、政治家、元鳥取県倉吉市長（* 1919年）
- 2011年 - 李鐘山、政治家、朝鮮人民軍次帥、最高人民会議代議員（* 1922年）
- 2011年 - 恒松制治、経済学者、政治家、元島根県知事、第5代獨協大学学長（* 1923年）
- 2011年 - 嘉治元郎、経済学者、東京大名誉教授（* 1925年）
- 2011年 - グエン・カオ・キ、政治家、旧ベトナム共和国元副大統領（* 1930年）
- 2011年 - ジョン・シャリカシュヴィリ、軍人、第13代アメリカ軍統合参謀本部議長（* 1936年）
- 2011年 - 芦田豊雄、アニメ監督、アニメーター、プロデューサー（* 1944年）
- 2011年 - エイミー・ワインハウス、歌手（* 1983年）
- 2012年 - マリア・エマヌエル・フォン・ザクセン、ザクセン王家家長、マイセン辺境伯（* 1926年）
- 2012年 - 堀田哲爾、実業家、サッカー指導者（* 1935年）
- 2012年 - マーガレット・マーヒー、ファンタジー作家、児童文学作家（* 1936年）
- 2012年 - サリー・ライド、宇宙飛行士（* 1951年）
- 2012年 - 藤谷陽悦、建築学者、建築史家（* 1953年）
- 2013年 - 五十嵐丈吉、スーパーセンテナリアン（* 1902年）
- 2013年 - 西尾邑次、政治家、第11-14代鳥取県知事（* 1921年）
- 2013年 - ジャウマ・サントス、サッカー選手（* 1929年）
- 2013年 - エミール・グリフィス、プロボクサー、元世界2階級制覇王者（* 1938年）
- 2013年 - 渡辺直由、醸造家、政治家、御代桜醸造五代目、元岐阜県美濃加茂市長（* 1945年）
- 2013年 - キム・ジョンハク、テレビドラマ演出家、テレビプロデューサー、映画プロデューサー（* 1951年）
- 2013年 - 梅津正彦、ボクシング指導者、アクション監督（* 1968年）
- 2015年 - 岸なみ、編集者、児童文学作家、翻訳家（* 1912年）
- 2015年 - 山本尤、ドイツ文学者、京都府立医科大学名誉教授（* 1930年）
- 2015年 - 辰馬輝彦、実業家、元興亜火災海上保険社長（* 1932年）
- 2015年 - 久保田成子、美術家、映像作家（* 1937年）
- 2015年 - 上田昭夫、ラグビー選手、元フジテレビジョン社員、ニュースキャスター（* 1952年）
- 2015年 - 椎名もた、ソングライター、ボカロP（* 1995年）
- 2016年 - トルビョルン・フェルディン（英語版）、農家、政治家、第34代・35代スウェーデン首相（* 1926年）
- 2016年 - 大滝貞一、歌人（* 1935年）
- 2017年 - ジョン・クンドラ、バスケットボール指導者（* 1916年）
- 2017年 - 金君子、元慰安婦（* 1926年）
- 2017年 - メルビン・ローズ、プロテニス選手、指導者（* 1930年）
- 2017年 - 志村正道、情報学者、東京工業大学名誉教授、東京都市大学名誉教授（* 1936年）
- 2018年 - 崔仁勲、小説家（* 1936年）
- 2018年 - 魯会燦、政治家（* 1956年）
- 2019年 - 内田棟[18]、プロゴルファー（* 1916年）
- 2019年 - 梶井純、漫画評論家（* 1941年）
- 2019年 - ゲイブ・コース、声優、俳優（* 1972年）
- 2020年 - 小西正一、生物学者、動物行動学者、カリフォルニア工科大学名誉教授（* 1933年）
- 2020年 - 漆戸靖治、実業家、元BS日本社長・BSデジタル放送推進協会理事長・日本テレビ常勤監査役（* 1933年）
- 2021年 - スティーブン・ワインバーグ、物理学者（* 1933年）
- 2021年 - 益川敏英、物理学者、京都大学名誉教授、京都産業大学名誉教授、2008年ノーベル物理学賞受賞者（* 1940年）
- 2021年 - トゥオモ・ユリプリ、スキージャンプ選手、1988年カルガリー五輪金メダリスト（* 1965年）
- 2022年 - 枇杷阪明、アナウンサー（* 1932年）
- 2022年 - ボブ・ラフェルソン、映画監督、脚本家（* 1933年）
- 2022年 - DUBU、漫画家（* 1985年）
- 2023年 - 北條文緒、英文学者、小説家、翻訳家（* 1935年）
- 2023年 - 水井真希、グラビアアイドル、女優、映画監督、脚本家（* 1990年）
- 2024年 - 清成忠男、経営学者、元法政大学総長、元事業構想大学院大学学長（* 1933年）
- 2024年 - ロビン・ウォレン、病理学者、西オーストラリア大学名誉教授、ノーベル生理学・医学賞受賞者（* 1937年）
- 2024年 - 片岡静香、女優（* 1946年）
- 2024年 - 田中啓二、分子生物学者（* 1949年）
- 2025年 - 永井啓弍、実業家、馬主（* 1935年）
- 2025年 - 矢野誠一、芸能評論家、エッセイスト（* 1935年）
- 2025年 - 皆川おさむ、子役、童謡歌手（* 1963年）

## 記念日・年中行事

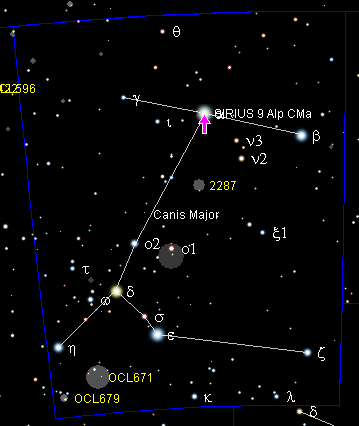
ヨーロッパの「犬の日」。画像の矢印がシリウス

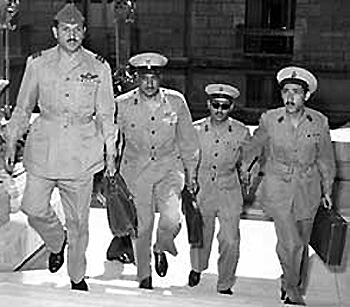
エジプト革命、ナーセル（画像左から2番目）率いる自由将校団がクーデターを起こす。

- 大暑（ 日本）
二十四節気の1つ。太陽の黄経が120度に達した時で、夏の暑さが最も厳しい時期に当たる。日本では、2020年代から2040年代まで、年を4で割った余りが2または3の年に、この日が大暑となる。また、この日が「大暑」となることが多かったことから、以下の記念日が設定されている。
  - 鮮度保持の日（ 日本）
愛知県名古屋市の株式会社ベルグリーンワイズが制定。食品の鮮度を保つことは、味と香りの保持など様々な利点があることをアピールするのが目的。日付は、生鮮品の鮮度が1年で一番落ちやすい時期の「大暑」にこの日がなることが多いことから[19]。
  - カシスの日（ 日本）
人々の健康に寄与するカシスへの関心を高めてもらおうと、一般社団法人日本カシス協会が2006年に制定。この日が大暑になることが多いことから[20]。
- 文月ふみの日（ 日本）
1979年から郵政省（現 日本郵政グループ）は毎月23日を「ふみ」の語呂合せで「ふみの日」としているが、7月の旧称が「文月」であることから、特に7月の23日は「文月ふみの日」としてさまざまなイベントを実施している。
- 米騒動の日（ 日本）
1918年の7月22日の夜からこの日にかけて、富山県魚津の主婦達が米の県外移出を防止する集団行動を起こした。この米騒動は全国に波及した。
- ドッグ・デイズ
ヨーロッパでは、おおいぬ座α星シリウスが太陽と同じ方向に現れる7月23日から8月23日までの期間を「犬の日」と呼んでいる。この星が現われる頃は猛暑で、人も家畜も体力が弱まり病気になりやすいのはこの星のせいだという言い伝えがある。
- 革命記念日（ エジプト）
1952年のこの日、自由将校団がクーデター（エジプト革命）を起こしたことを記念。翌年、最後の国王フアード2世が廃位され、エジプトは共和制に移行した。
- ルネッサンス・デー（ オマーン）
1970年のこの日、王太子カーブース・ビン＝サイードがクーデターを起こして父王サイード・ビン＝タイムールを追放し、自ら王位に就いた。

### 祭礼
- 益子祇園祭（ 日本）
毎年7月23日から25日にかけて行われる祇園祭。1705年（宝永2年）頃、疫病が流行した際に天王信仰から祭礼を行ない、怨霊や疫病を鎮めたことに起源を持つ。鹿島神社境内末社の八坂神社の祭礼で、昔は天王祭と呼ばれていた[21]。
- 上越まつり（ 日本）
祭りの基盤となる祇園祭は八坂神社の祭祀で、平安時代から続く、国家安全・家運長久を願う祈願祭[22]。「高田祇園祭」（7月23日 - 26日）と「直江津祇園祭」（7月26日 - 29日）から成る。2地区で催されるようになったのは、慶長19年（1614年）に高田藩主松平忠輝が高田城を築いてから。
- 頓写会（ 日本）
加藤清正は、慶長16年6月24日（新暦1611年8月2日）、熊本城で亡くなった。熊本県熊本市にある加藤家の菩提寺本妙寺では、旧暦の命日から1ヶ月ずらした7月23日に、毎年「頓写会（とんしゃえ）」と呼ばれる法要が営まれる[23]。